# دايتر راموسك
دايتر راموسك (بالألمانية: Dieter Ramusch)‏ (31 أكتوبر 1969 - ) هو لاعب كرة قدم نمساوي في مركز الدفاع. شارك مع منتخب النمسا تحت 21 سنة لكرة القدم ومنتخب النمسا لكرة القدم. أما مع النوادي، فقد لعب مع لاسك لينتس ونادي سانت بولتن ونادي كارنتين وغراتزر أي كاي ونادي سانت بولتن ‏.

## مسيرته الكروية
لعب دايتر راموسك خلال مسيرته الاحترافية مع 4 أندية في تسعة عشر موسمًا وسجل خلالها 61 هدفًا ضمن 517 مباراة. حيث فاز في ثلاثة مواسم بالكأس وفي موسم واحد بالدوري.
خاض دايتر راموسك مسيرته مع نادي كارنتين في موسم 1987–88 ولمدة موسمين، مشاركًا في 52 مباراة سجل خلالها 7 أهداف. ثم انتقل إلى نادي سانت بولتن في موسم 1988–89 ليلعب معه ستة مواسم، حيث شارك في 145 مباراة سجل خلالها 21 هدفًا. لينتقل بعدها إلى نادي لاسك لينتس في موسم 1994–95 لمدة موسم واحد، مشاركًا في 32 مباراة سجل خلالها 6 أهداف. ثم انتقل إلى نادي غراتزر أي كاي في موسم 1995–96 ليلعب معه عشرة مواسم، مشاركًا في 288 مباراة سجل خلالها 27 هدفًا.

## وصلات خارجية
- دايتر راموسك على موقع الاتحاد الدولي (مؤرشف)  (الإنجليزية)
- دايتر راموسك على موقع الاتحاد الأوربي (الإنجليزية)
- دايتر راموسك على موقع قاعدة بيانات كرة القدم.إي يو (الإنجليزية)
- دايتر راموسك على موقع ناشيونال فوتبول تيمز (الإنجليزية)